# جوان موراليس
جوان موراليس (بالإنجليزية: Joan Morales)‏ (8 ديسمبر 1988 في الولايات المتحدة - ) هو لاعب كرة قدم أمريكي في مركز الدفاع. شارك مع منتخب بورتوريكو لكرة القدم. أما مع النوادي، فقد لعب مع Bayamón Fútbol Club ‏ وSevilla FC Puerto Rico ‏.

## وصلات خارجية
- جوان موراليس على موقع الاتحاد الدولي (مؤرشف)  (الإنجليزية)
- جوان موراليس على موقع قاعدة بيانات كرة القدم.إي يو (الإنجليزية)
- جوان موراليس على موقع ناشيونال فوتبول تيمز (الإنجليزية)
- جوان موراليس على موقع Soccerway.com (الإنجليزية)